# Charles Sorel
Charles Sorel, signore di Souvigny (Parigi, 1602 – 7 marzo 1674), è stato uno scrittore francese.
Storiografo di Francia dal 1635, è noto soprattutto per il suo romanzo picaresco Storia comica di Francione (1623), ma anche per varie opere erotiche.